# Eilema leia
Eilema leia là một loài bướm đêm thuộc phân họ Arctiinae, họ Erebidae.